# 布沢村
布沢村（ふざわむら）は、福島県南会津郡にあった村。現在の只見町東部、伊南川支流の布沢川流域にあたる。

## 地理
- 山：打越山、道行山、白沢山、鎌倉山、一の沢山、布富山、鳥越山、大曽根山、戸板山、鷹埋山、ともて山
- 河川：布沢川

## 歴史
- 1889年（明治22年）4月1日 - 町村制の施行により、布沢村、坂田村の区域をもって発足。
- 1940年（昭和28年）11月5日 - 小梁村・八幡村と合併して明和村が発足。同日布沢村廃止。